# Megachile fidelis
Megachile fidelis är en biart som beskrevs av Cresson 1878. Megachile fidelis ingår i släktet tapetserarbin och familjen buksamlarbin. Inga underarter finns listade.

## Beskrivning
Arten har lång, gul till brunaktig behåring på huvud och mellankropp, samt gulaktiga hårfransar längs bakkanterna av tergiterna 2 till 5, samt hos honan även på tergit 1. Vingarna har rödbruna ribbor och är mörkare i framdelen. Hos hanen har mandiblerna tre tänder på varje skänkel, medan honan har fyra. Hon har dessutom en ljusgul scopa på buken ((en hårborste som används för polleninsamling). Hanen blir 10 till 12 mm lång, honan 11 till 13 mm.

## Ekologi
Megachile fidelis besöker blommande växter från ett stort antal familjer, som korgblommiga växter, strävbladiga växter, ärtväxter, slideväxter, brakvedsväxter och rosväxter. Den föredrar dock solrosor (som tillhör korgblommiga växter). Arten är ett solitärt (icke samhällsbildande) bi; som så gott som alla tapetserarbin konstruerar honan larvbon som hon klär med utskurna bladbitar och fyller med nektar och pollen som föda åt larverna.

## Utbredning
Arten förekommer i västra Kanada (södra British Columbia) och västra USA.